# Krzysztof Wołodkiewicz
Krzysztof Wołodkiewicz (Wołodkowicz) herbu Radwan (ur. ok. 1590, zm. 1670) – wojewoda nowogródzki od 1658, pisarz ziemski miński w 1626 roku.
Poseł na sejm nadzwyczajny 1626 roku, poseł na sejm 1631 roku. Poseł na sejm koronacyjny 1633 roku, sejm 1646 roku.
W 1648 roku był elektorem Jana II Kazimierza Wazy z województwa mińskiego. Na sejmie 1659 roku wyznaczony z Senatu komisarzem do zapłaty wojsku Wielkiego Księstwa Litewskiego. Na sejmie 1661 roku wyznaczony z Senatu komisarzem do zapłaty wojsku Wielkiego Księstwa Litewskiego. Na sejmie 1662 roku wyznaczony z Senatu komisarzem do zapłaty wojsku Wielkiego Księstwa Litewskiego.